# Cá dọn bể
Cá lau kiếng hay cá tỳ bà (Hypostomus punctatus) là một loài cá nhiệt đới thuộc họ Loricariidae. Nó là một loài cá nước ngọt đặc hữu của Nam Mỹ, sống trong các cống rãnh ven biển của đông nam Brazil và Uruguay. Thức ăn chính của nó là các loài rong, tảo bám trên bề mặt thực vật hoặc nền đáy. Đây là loài ăn tạp, cạnh tranh thức ăn với các loài khác, sinh sản nhanh khi phát tán ra ngoài thủy vực tự nhiên. Cá có chiều dài từ 30–70 cm và có khả năng sinh sản quanh năm, tỷ lệ cá con sống khoảng 70% và có thể sống mà không cần đến thức ăn suốt 1 tháng.

## Ở Việt Nam
Cá được nhập về Việt Nam chủ yếu từ Hong Kong và Singapore theo dạng cá cảnh. Gọi là cá dọn bể hay lau kính vì loài này ăn tạp (chất thải của cá khác, rong rêu bám trên thành bể...) nhiều chuyên gia lo ngại rằng việc nhập loại cá này ở Việt Nam sẽ gây ra hiện tượng mất cân bằng sinh thái và đề ra nhiều biện pháp ngăn chặn hay khi chết sẽ phân hủy gây ô nhiễm môi trường.
Cá dọn bể thuộc loại cá cảnh sau khi phát tán ra môi trường, chúng dễ thích nghi với môi trường sông nước, cá dọn bể mẹ hay cá dọn bể con đều có thể tiếp cận loài cá khác hút nhớt làm các loài cá khác giảm khả năng phát triển. Nếu các loài cá khác có khả năng thích nghi kém sẽ chết. Nguy hiểm hơn do cá thích nghi mạnh nên chúng lấn át sinh vật bản địa, tạo ra sự mất cân bằng sinh thái. Sau thời gian phát tán ra tự nhiên, hiện cá dọn bể đang trở thành loài có nguy cơ xâm hại các loài cá khác ở cùng một môi trường sống. Đây là loài cá không mang lại giá trị kinh tế, đang có chiều hướng tăng nhanh trên các sông rạch ở vùng Đồng bằng sông Cửu Long.

## Hình ảnh

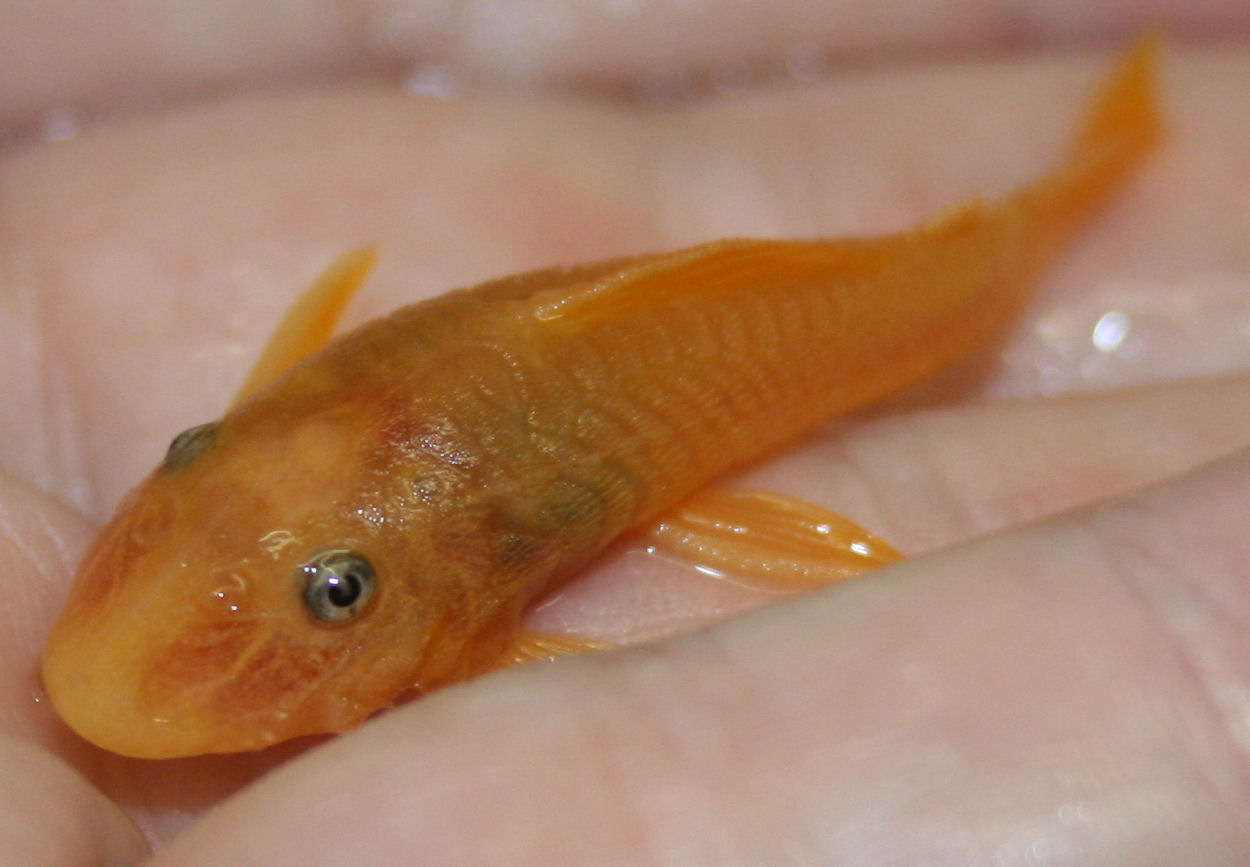
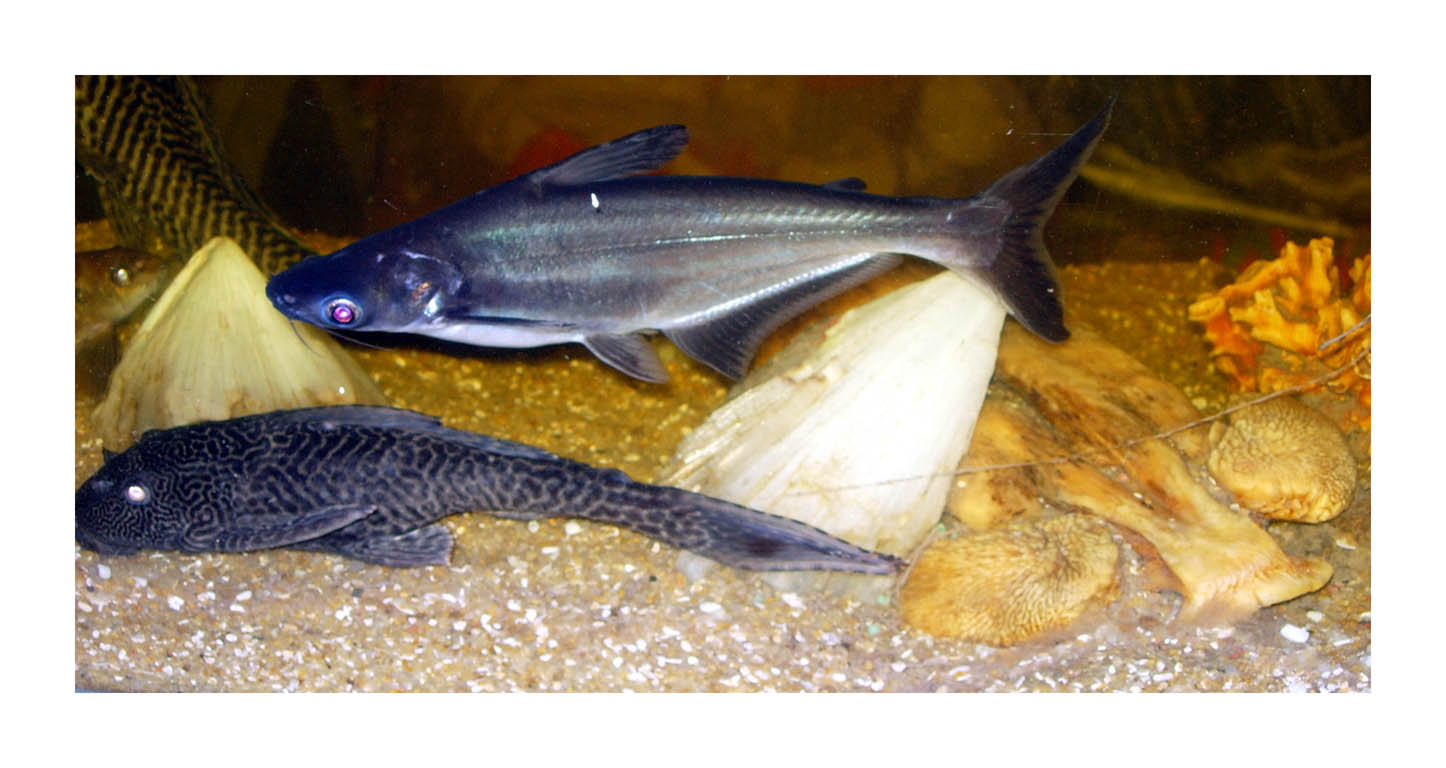